# Alba (tekenfilmfiguur)
Alba is een tovenaar uit de Japans-Duitse tekenfilmreeks Sinbad, die ook in het Nederlands werd vertaald onder de naam "Sinbad de zeeman". Alba (in het Duits Balba genoemd) is een van de twee tovenaars die verantwoordelijk is voor de betovering van prinses Sheila, een bont gekleurde vogel en metgezel van Sinbad.
Sinbad is in het bezit van een vliegend houten paard. Bovendien bezit hij de macht om mensen in dieren of steen te veranderen. Alba is minder vaak te zien dan zijn broer tovenaar Dschinn, maar als hij er is, dan is hij ook de meest aanwezige. De stem van Alba werd vertolkt door Hans Otjes.
Alba is te zien in de volgende afleveringen:
- Het houten paard (Abenteuer mit dem fliegenden Pferd)
- Het gestolen kasteel (Abenteuer mit dem gestohlenen Schloss)
- Het vliegende tapijt (Abenteuer mit dem fliegenden Teppich)
- De heksentoren (Abenteuer im Hexenturm)
- Een verwisselde Sheila (Abenteuer mit der vertauschten Sheila)
- De drie broers (Abenteuer mit den drei Milutschi-Brudern)

Uit kindvriendelijke overwegingen werden enkele scènes waarin Alba een rol speelde geschrapt zoals een close-up van een brandende Alba in het avontuur "Het gestolen kasteel". Ook de scène waarin de vrienden van Sinbad bijna worden doorkliefd door een standbeeld met een groot zwaard in het avontuur "De heksentoren" alsmede een scène met demonen, die Alba op Sinbad afstuurt in dezelfde aflevering. Ten slotte zijn de scènes waarin Alba met vuur gooit uit "de heksentoren" weggelaten.